# Herrera (Entre Ríos)
Pour les articles homonymes, voir Herrera et San Miguel.
Herrera, aussi appelée Villa San Miguel, est une localité rurale argentine située dans le département d'Uruguay et dans la province d'Entre Ríos.

## Histoire
En 1868, le Riojan Nicolás Herrera arrive dans la province d'Entre Ríos avec l'intention de commercer avec Justo José de Urquiza, et de son côté, Urquiza reçoit les titres de propriété d'un champ dans le district de Gená. De son mariage avec Vicenta Warlet sont nés Julián et Francisca, qui épousera plus tard Juan Líbaros. En 1875, les deux fils ont acheté 7 850 hectares de terres et, par le biais de la copropriété, et sont devenus propriétaires d'un demi-champ chacun. C'est ainsi que Julián Herrera a fondé le ranch Santa Vicenta et que sa sœur a fondé le ranch Santa Celmira, mais elle le vendra des années plus tard à son frère Julián.
Au début de l'année 1890, Julián Herrera demande au chemin de fer Central Entrerriano la fondation d'une gare, et comme il ne trouve pas de réponse, il fonde la gare Nicolás Herrera le 1er décembre 1891, avec ses propres moyens, en hommage à son père, en profitant des voies ferrées de la branche Paraná-Concepción del Uruguay qui passent par sa propriété. Herrera utilisait ainsi le chemin de fer pour transporter les produits de ses champs vers le port de Concepción del Uruguay.
En 1922, un contingent de colons italiens est arrivé de Santa Fe, qui ont loué les champs de Herrera et se sont consacrés à la production agricole et à l'élevage que Herrera avait déjà abandonnés. C'est grâce à cette immigration massive que leurs noms de famille sont encore présents dans la région aujourd'hui. En 1945, une loi adoptée par le gouvernement du président Juan Domingo Perón a obligé les propriétaires des terres à les diviser en parcelles. C'est ainsi que ce groupe d'Italiens est devenu propriétaire d'un terrain d'environ 100 hectares. C'est ainsi qu'une partie de la ville s'est établie dans les environs de la gare et malgré le fait qu'au fil du temps, ils ont loti leurs propriétés pour leurs descendants, cette zone ne présente pas le degré de densification de la population qu'a atteint El Pueblo.
Cette localité a vu le jour en même temps que la gare ferroviaire, mais ses terrains appartenaient au domaine d'Augusto Rivero. Par achat fait par Miguel Britos aux héritiers du premier, il est devenu propriétaire de ce terrain, où en 1911 il a conçu l'urbanisation de la ville. Le gouvernement d'Entre Ríos l'a approuvé et le 11 octobre 1912, la Villa San Miguel a été fondée. Avec la mort de Britos, il a laissé la liquidation obligatoire de tous ses biens à sa mère. Compte tenu de la situation, les terres ont été vendues à un prix très bas jusqu'en 1930, date de la dernière vente aux enchères. Pour cette raison, la ville a été consolidée et ordonnée comme telle, bien que son nom ne soit pas aussi connu que celui de la gare Herrera.
Après avoir été approuvée par la loi sa création et son ejido, la municipalité de 2e catégorie a été établie par le décret no 232/1995 MGJE du 7 février 1995. Par la loi no 9467 adoptée le 29 octobre 2002 et promulguée le 7 novembre 2002 a été étendu l'ejido de la municipalité de Herrera, qui est devenu une municipalité de catégorie unique par la loi no 10027 du 10 décembre 2011.

## Sports et institutions sociales
- San Martín Club (affilié à la Ligue régionale de football) ;
- Bibliothèque populaire Julián Herrera, est le siège de la Federación Entrerriana de Bibliotecas Populares (Fédération des bibliothèques populaires d'Entre Ríos).